# Cehnice

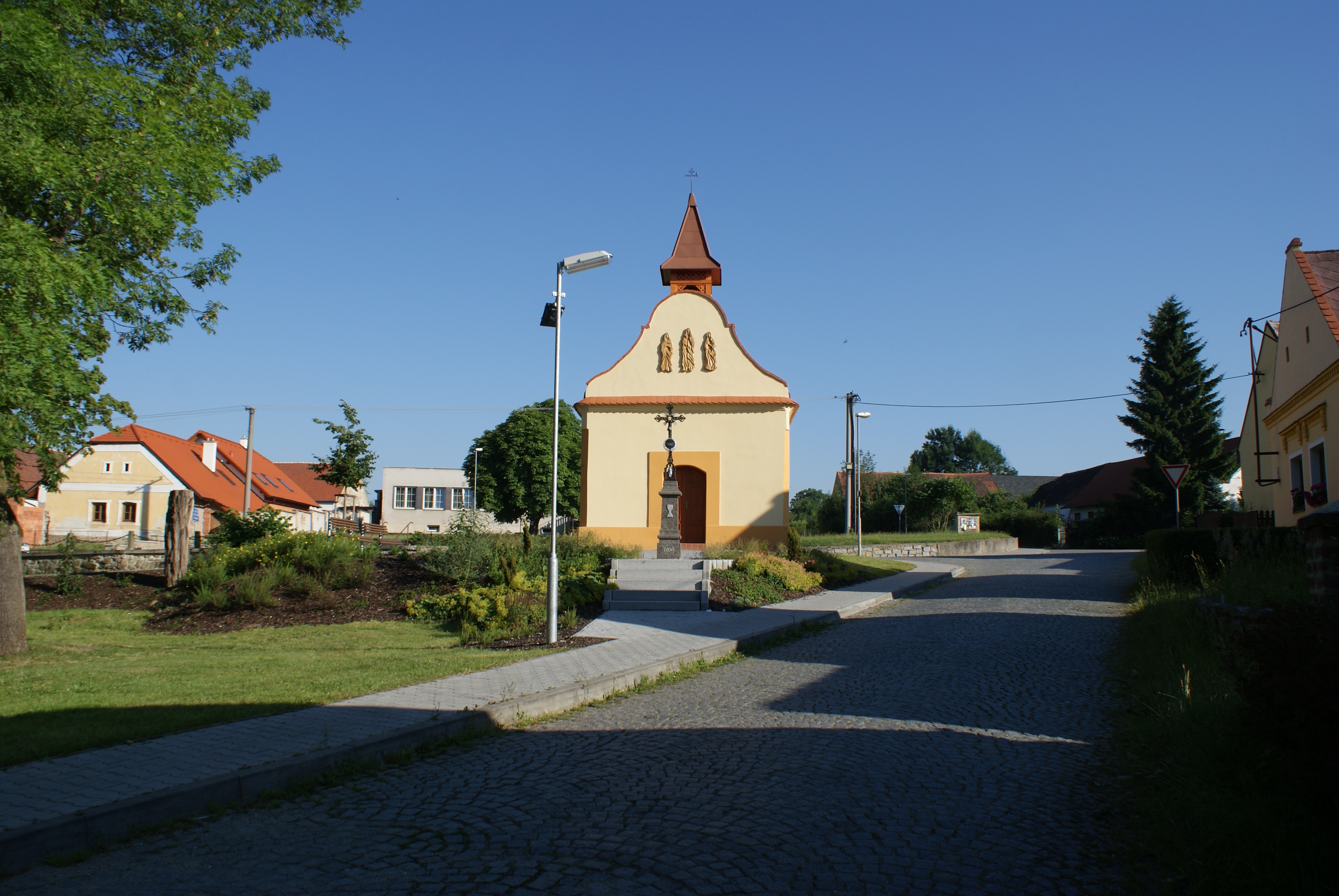
Dorfplatz und Kapelle der hl. Dreifaltigkeit in Cehnice

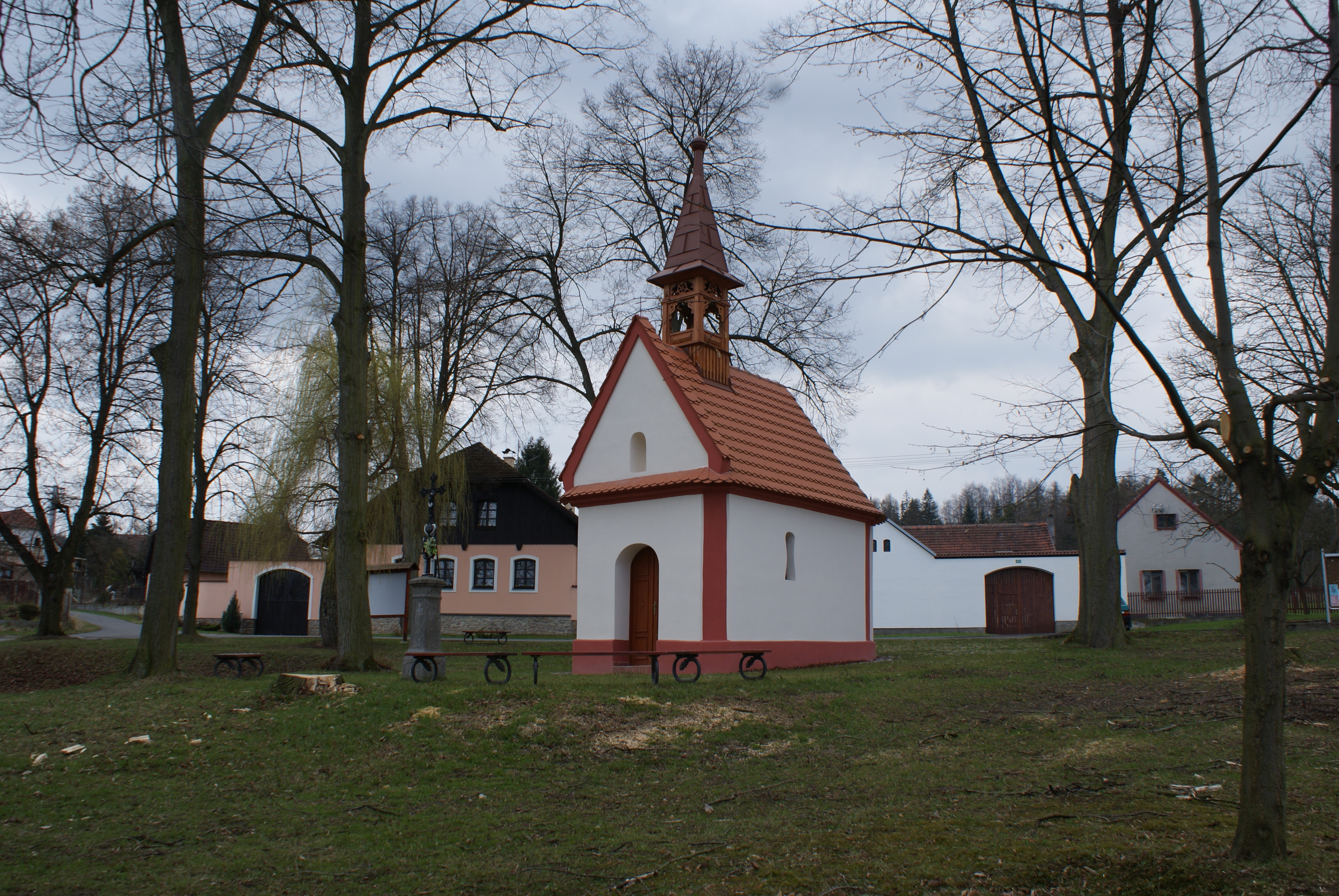
Kapelle in Dunovice

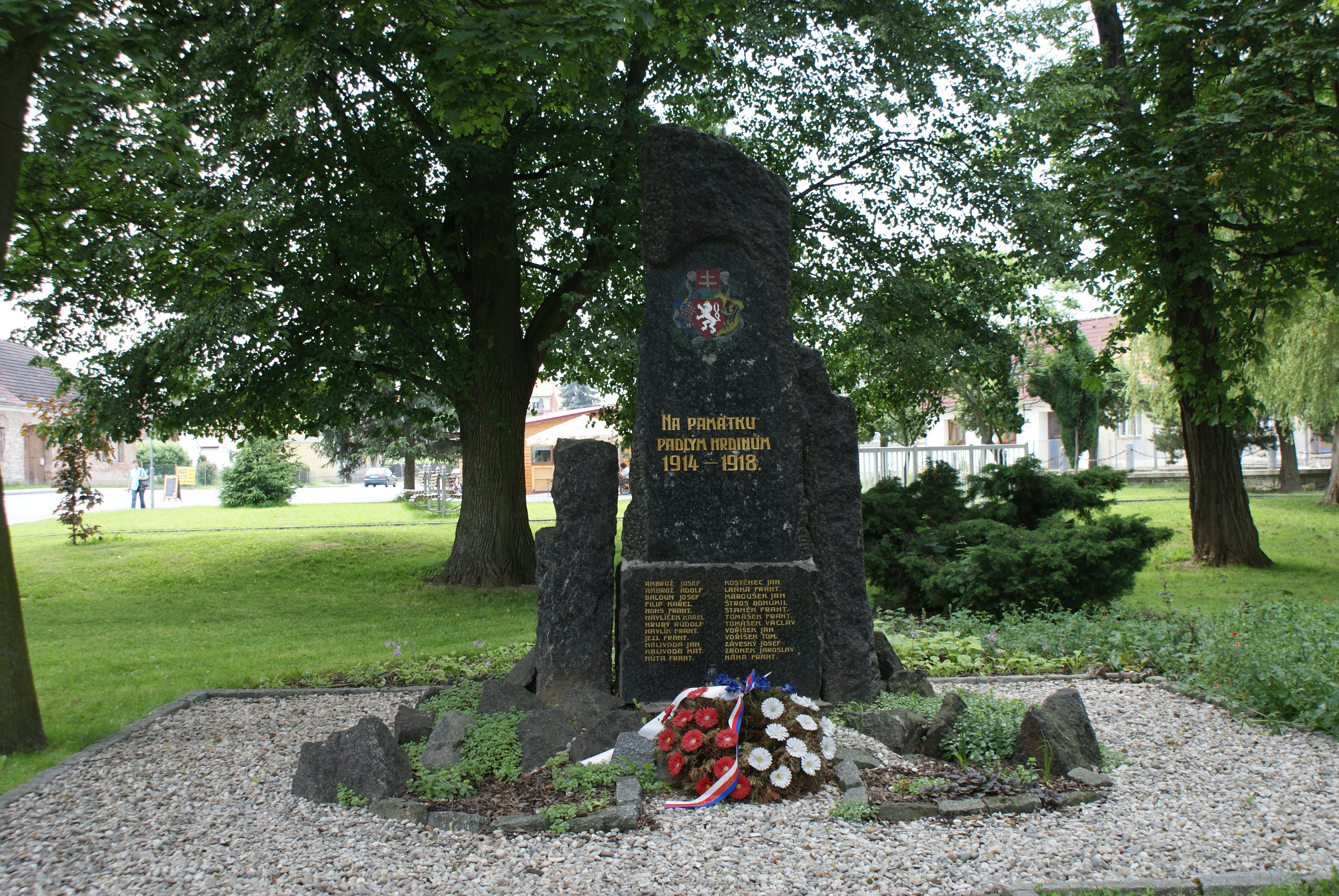
Denkmal für die Gefallenen des Ersten Weltkrieges in Cehnice

Cehnice (deutsch Zechnitz, früher Zehnitz) ist eine Gemeinde in Tschechien. Sie liegt zehn Kilometer südöstlich von Strakonice in Südböhmen und gehört zum Okres Strakonice.

## Geographie

### Geographische Lage
Cehnice liegt in der Mulde des Baches Cehnický potok. Nördlich erhebt sich der Na Křemení (430 m), im Osten der V Prádlech (505 m), südlich der Kostelík (556 m) und der Radovec (635 m), im Südwesten die Boží muka (459 m) sowie nordwestlich der Michaleč (504 m). Das Dorf ist von zahlreichen Teichen umgeben; nordwestlich liegen der Řešato und der Velký cehnický rybník, am südlichen Ortsrand der Třtí. Durch Cehnice verläuft die Staatsstraße I/22 zwischen Strakonice und Vodňany.

### Gemeindegliederung
Die Gemeinde Cehnice besteht aus den Ortsteilen Cehnice (Zechnitz) und Dunovice (Dunowitz).

### Nachbargemeinden
Nachbarorte sind Sedlíkovice, Čejetice und Sudoměř im Norden, Mladějovice im Nordosten, Štětice und Sedliště im Osten, Drahonice und Dunavice im Südosten, Netonice, Radějovice und Kváskovice im Süden, Paračov und Kuřimany im Südwesten, Třešovice, Sudkovice und Miloňovice im Westen sowie Jinín, Nebřehovice und Modlešovice im Nordwesten.

## Geschichte
Die erste schriftliche Erwähnung des Dorfes und der Feste Cehnice erfolgte 1342 als Sitz des Rudolf von Říčany und Cehnice, der als Stammvater des Geschlechts der Cehnice von Říčany gilt. Ihm folgten 1357 seine vier Söhne Oldřich, Svojše, Jan und Bohuslav Sestřínek. Zu den nachfolgenden Eigentümern gehörten unter anderem der Dekan des Kapitels Moldauthein Bušek Cehnice von Říčany, der 1419 seine Einkünfte aus Cehnice zum Wohle der Pfarrei Radomyšl verkaufte. Mikuláš Cehnice von Říčany schlug das Gut Cehnice vor 1475 dem seinem Onkel gehörigen Gut Stiekna zu. Zachař Cehnice von Říčany übertrug im selben Jahre gemeinsam mit seinem Sohn Mikuláš, die der Pfarrei Radomyšl zustehenden Einkünfte auf die Gemeinde Nevčelice.
Im Jahre 1540 erhob Kaiser Ferdinand I. auf Gesuch von Heralt Kavka von Říčany Cehnice zum Städtchen. Gleichzeitig erteilte er dem Städtchen ein Wappen, das Recht zur Siegelung mit grünem Wachs sowie die Privilegien für zwei Jahr- und einen Wochenmarkt. Nach Heralts Tod wurde Cehnice 1563 bei der Teilung der Herrschaft von Stiekna abgetrennt. Dabei wurde die Feste Cehnice Sitz seines Sohnes Jan Kavka von Říčany, dem neben dem Hof und dem Städtchen Cehnice noch zehn weitere Dörfer gehörten. Er verstarb 1577 und hinterließ einen gleichnamigen minderjährigen Sohn. Dieser glich sich später mit seiner Mutter Katharina über deren Morgengabe aus. Im Jahre 1601 erteilte er Cehnice mit Bewilligung Kaiser Rudolfs II. weitere Privilegien. Er verkaufte das Gut 1602 an die Vormünder von Zdeněk Jan Říčanský von Říčany, die Cehnice wieder mit Stiekna vereinigten. Ab 1610 erfolgten mehrere Eigentümerwechsel, nach der Schlacht am Weißen Berg wurde die Jan Malovec von Malovice gehörige Herrschaft konfisziert und später an Ursula von Kolowrat verkauft. 1648 erwarb der aus der Schweiz nach Böhmen eingewanderte Adlige Jan Anton Losy von Losinthal die Herrschaft Stiekna mit den zugehörigen Dörfern Řepice, Mladějovice, Přešťovice, Čejetice, Droužetice, Přeborovice, Brusy, Cehnice, Dunovice, Netonice, Radějovice, Paračov, Kuřimeny, Sudkovice und Černěkov von Johann Anton Fürst von Eggenberg. Nach dessen Tode erbte 1682 sein Sohn Johann Baptist Štěkeň. Dieser verstarb 1683 und das Erbe trat dessen Bruder Johann Anton Losy von Losinthal an. 1720 übergab er seinen Besitz Štěkeň an seinen Sohn Adam Philipp. Nachdem Adam Philipp Graf Losy von Losinthal am 21. April 1781 ohne Nachkommen in Wien verstorben war, erbten dessen Witwe Ernestine Gräfin Fuchs von Bimbach die Herrschaft. Sie verkaufte den Besitz noch im selben Jahre an Joseph-Niklas zu Windisch-Graetz. Ihm folgten 1802 dessen Kinder Alfred, Veriand, Eulalia und Adelheid. Alfred zu Windisch-Graetz erwarb im Jahr darauf von seinen Geschwistern zum Familienfideikommiss Tachau auch die Herrschaft Stiekna.
Im Jahre 1840 bestand das an der Budweiser Straße gelegene Dorf Zehnitz / Cehnice bzw. Čehnice aus 105 Häusern mit 658 Einwohnern. Im Dorf gab es ein altes unbewohntes Schloss, eine Privatschule mit von der Gemeinde unterhaltenem Lehrer, einen Meierhof, einen Hammelhof, ein obrigkeitliches Einkehrhaus und eine emphyteutische Mühle. Abseits lag das einschichtige Waldhäuschen Manuch. Pfarrort war Paratschow. Bis zur Mitte des 19. Jahrhunderts blieb das Dorf der Allodialherrschaft Stiekna samt dem Gut Mladiegowitz untertänig.
Nach der Aufhebung der Patrimonialherrschaften bildete Čehnice/Zehnitz ab 1850 mit dem Ortsteil Dunovice / Dunowitz eine Gemeinde in der Bezirkshauptmannschaft und dem Gerichtsbezirk Strakonice. Seit 1880 wurde der Ortsname Cehnice verwendet. Dunovice löste sich 1898 von Cehnice los und bildete eine eigene Gemeinde. Am 1. Jänner 1974 wurde Dunovice wieder nach Cehnice eingemeindet. Im Jahre 2010 pflanzten Einwohner des Ortes entlang der Straße zum Schwimmbad eine Lindenallee.

## Kultur und Sehenswürdigkeiten
- Kapelle der hl. Dreifaltigkeit in Cehnice, errichtet im Empirestil
- Ehemalige Feste Cehnice mit Arkaden und Resten von Sgraffito
- Cehnicer Linden, auf der Kuppe nordwestlich des Dorfes
- Kapelle in Dunovice